# Frederik Begbede
Frederik Begbede (fr. Frédéric Beigbeder) je francuski pisac.

## Biografija
Rođen je 21. septembra 1965. u mestu Neji sir Sen. Njegova majka Mari-Kristin de Šastenje bila je prevodilac sa engleskog, a njegov otac Žan-Mišel Begbede bavio se poslom lovca na talente. Nakon studija u Parizu, već u 24. godini, Begbede je počeo da radi u advertajzingu. Radio je i za brojne magazine, i kao izdavač, bio je voditelj TV programa, a vrlo često i di-džej. Trenutno radi sa kompanijom Folksvagen na dizajniranju modela urbanog automobila. Razveden je i ima ćerku Kloe.
Begbede je 1994. godine osnovao književnu nagradu „Prix de Flore“, nazvanu po čuvenom Café de Flore na Sen Žermenu, kafeu u kome se nakon Drugog svetskog rata okupljala intelektualna elita, kao što su bili Žan-Pol Sartr, Simon de Bovoar i drugi. Nagrada se u ovom kafeu dodeljuje svakog novembra talentovanim mladim fransukim piscima. Među dobitnicima su bili i Mišel Uelbek i Ameli Notomb.
Prema Begbedeovim romanima, 399 dinara i Windows on the World, snima se film. 
Tokom 2002, Begbede je vodio TV šou „Hypershow“ na francuskom kanalu Canal+. Te godine bio je i savetnik kandidata Francuske komunističke partije Roberta Huea na predsedničkim izborima.
Nekoliko godina radio je kao urednik u poznatoj izdavačkoj kući Flammarion.
Za Francuski roman dobio je 2009. godine izuzetno prestižnu „Renaudot“ nagradu.

## O romanima
Begbede priznaje da u mnogim njegovim romanima ima dosta autobiografskih delova i da je Oktav, glavni lik romana 399 dinara i U pomoć, molim za oproštaj, na neki način njegov avatar. Roman U pomoć, molim za oproštaj je satira o novoj Rusiji i neka vrsta reportaže o tome kako koristimo lepe žene da bismo prodavali kozmetičke proizvode širom sveta. To je takođe i roman o novoj ideologiji - ideologiji lepote, mladosti, kao nekoj vrsti maske koju nosi industrija. Ukratko, ta knjiga je više "zla" i surovija i sledi nit romana 399 dinara, a povezuje ih isti glavni lik.
Godine 2008. Begbede je uhapšen zbog konzumiranja kokaina sa haube kola u pariskom 8. arondismanu. Svoje zatvorsko iskustvo je pretočio u roman (Francuski roman), najličniji do sada, u kome se vraća u detinjstvo i mladost sa dirljivom neposrednošću i razornim humorom koji je karakterističan za njegov stil.

## Bibliografija

### Romani
- 1990.
- 1994.
- 1997.  (Ljubav traje tri godine[3])
- 2000.
- 2003. ,
- 2005.
- 2007.  (U pomoć, molim za oproštaj[4])
- 2009.  (Francuski roman[5])

### Kratke priče
- 1999:  (Priče pod ekstazijem, Paideia)

### Eseji
- 2001:

### Zbirka diskusija
- 2004:

### Stripovi
- 2002:
- 2004:

## Spoljašnje veze
- "S.N.O.B. Site Non Officiel de Frédéric Beigbeder"
- Izdavač za Srbiju - Booka